# Christabel Cockerell
Christabel Annie Cockerell (Londres, bautizada el 21 de octubre de 1864 – 18 de marzo de 1951) fue una pintora británica especializada en el dibujo de niños, retratos y paisajes. 

## Biografía
Nació en 1863, hija de George Russell Cockerell de Londres, y se formó en la escuela de la Royal Academy of Arts desde 1882, donde conoció a su futuro esposo, el escultor George Frampton. Se casaron en abril de 1893 y su hija, Meredith Frampton nació el 17 de marzo de 1894. Expuso trabajo en la Royal Academy desde 1885, y continuó hasta 1910, siempre bajo su apellido de soltera. 
Su esposo fue nombrado caballero en 1908 y en 1910 se mudaron a una nueva casa diseñada por él en el número 90 de Carlton Hill, en St John's Wood, Londres, que incluía un estudio para cada uno de ellos. Su estudio en la casa fue descrito como "una sala de pintura perfecta en la que la comodidad y la utilidad se combinan felizmente", con numerosos cuadros en las paredes y la alfombra del estudio de Leighton. La casa apareció en un artículo de 1910 "Diseños recientes en arquitectura doméstica" en The Studio, con fotografías, incluida una del interior del estudio de Cockerell. El exterior de la casa casi no ha cambiado. 
Se puede obtener más de información sobre el hogar en un anuncio publicado en The Times en 1919, en el que ella buscaba una "cocinera general y sirvienta doméstica" para un "lugar cómodo en St. John's Wood", y describe el hogar como un familia de tres y tres sirvientas.
Cockerell modelaba ocasionalmente para su esposo: su Madre e Hijo la muestra con su hijo Meredith, y se exhibió en la Bienal de Venecia de 1897 y en la Exposición Universal de París en 1900. Su esposo también aparece en su trabajo: una de sus pinturas más pequeñas lo muestra sentado junto a una ventana, trabajando en su escultura, observado por su hijo pequeño.
Su esposo murió el 21 de mayo de 1928, y en 1930 ella presentó varios bronces a la galería de arte del Camberwell Borough Council en su memoria, debido al afecto que él tenía por Camberwell.

## Obras

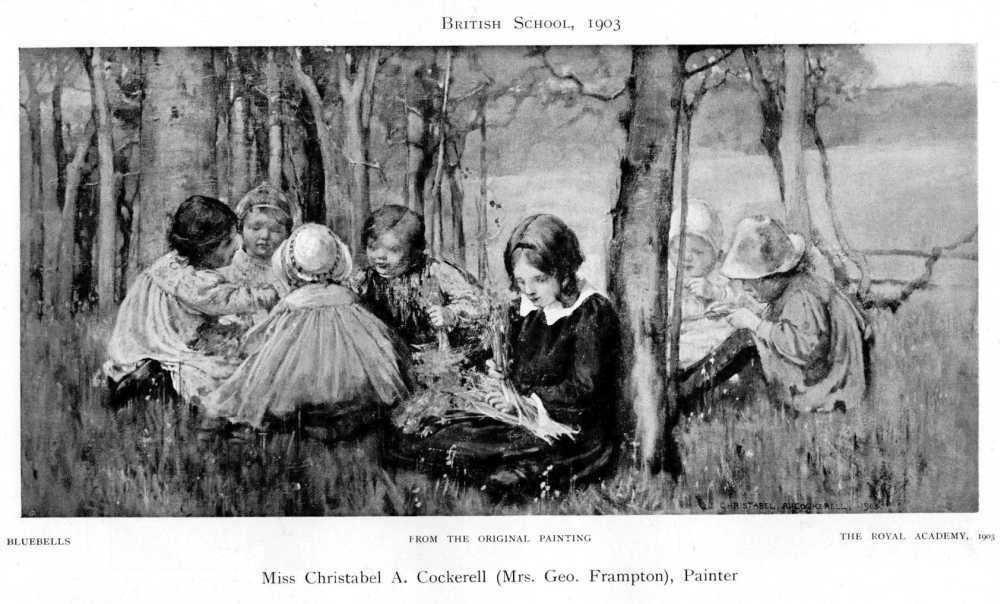
Bluebells (1903) de Mujeres pintoras del mundo por Walter Shaw Sparrow

Entre las obras de Cockerell podemos señalar las siguientes:
- The day’s work done (El trabajo del día realizado) (c. 1890), un estudio de una anciana, presentado en la Grosvenor Gallery en 1890.[12]
- In the Hayfield (c. 1890), óleo sobre tabla (36,8 × 45,7 cm), Berkshire Associates, Londres.[4]
- And the Ángels were her playmates - from the childhood of St Elizabeth of Hungary (Y los ángeles eran sus compañeros de juegos, de la infancia de santa Isabel de Hungría) (1896), óleo sobre lienzo (82,5 × 76 cm), vendido el 12 de noviembre de 1992 en Sotheby's, Londres.[13]
- John Passmore Edwards (1823-1911) (1899), óleo sobre lienzo (100 × 52,5 cm), un retrato del anciano propietario de un periódico y filántropo, conservado en el Museo Hackney (Chalmers Bequest).[14]
- Retrato de Meredith Frampton (fecha desconocida), óleo sobre lienzo (37,5 × 102 cm), vendido el 4 de noviembre de 1999 en Christie's, Londres.[15]
- Bluebells (1903), que se muestra en la Royal Academy, de la cual se incluyó una copia en 1905 Women Painters of the World de Walter Shaw Sparrow.[16]
- A momentous question (Una pregunta momentánea) (1903), óleo sobre tabla (22,8 × 30,5 cm), expuesta en Londres, The New Gallery, Summer Exhibition, 1903 y en la Galería de Arte de Manchester, vendido el 13 de noviembre de 2003 en Christie's, Londres por 1880 libras.[17]
- Morning Play (1910), óleo sobre lienzo (54 × 36 cm), mujer y bebé.[18]